# Manuel Carrión Pinzano
Manuel Carrión Pinzano (Sanlúcar de Barrameda, 6 de agosto de 1809 - Loja, 2 de febrero de 1870) fue un impulsor de la educación, la cultura y la independencia de la ciudad de Loja. Fue Jefe Supremo Civil y Militar del Distrito Federal Lojano. Fundó la Corte Superior de Justicia de Loja y la Universidad Nacional de Loja

## Orígenes
Hijo del señor  lojano Sr. Manuel Ignacio Carrión y Valdivieso y de la dama española Sra. Antonia Pinzano y Nogués, ambos padres de ascendencia noble. Naci̪ó el 6 de agosto de 1809, en Sanlúcar de Barrameda. Hermano de Antonia, Dolores, Ana María, María Ignacia y Joaquina Carrión Pinzano.

## Historia
Fue un impulsor muy importante para que Loja se constituyera como Estado Federal de la República del Ecuador, el 18 de septiembre de 1859, cuando al Ecuador lo amenazaba la disolución. Se constituyó en el pilar fundamental de Loja como Estado federado de la República del Ecuador, el 18 de septiembre de 1859.

## Monumento

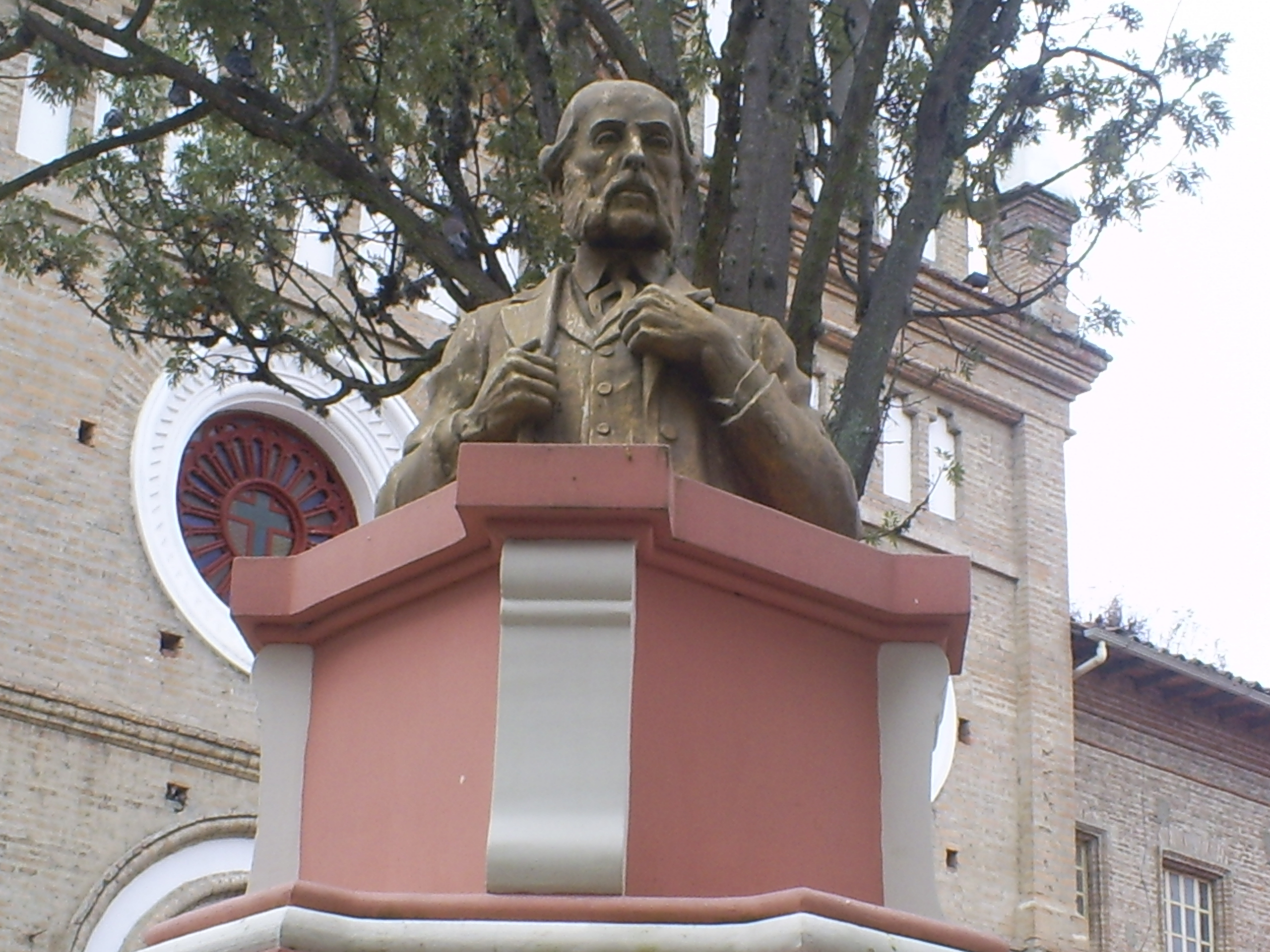
Monumento en Loja

Este monumento se encuentra ubicado en la ciudad de Loja, frente a la iglesia de Santo Domingo. Las placas del monumento dicen « El honorable consejo de Loja, en uso de sus atribuciones que le confiere la ley orgánica de régimen provincial declara el 18 de septiembre día de la provincia, en homenaje a la revolución específica de 1859 por la que se estableció el gobierno provincial “Federal de Loja” precedido por Don. Manuel Carrión Pinzano “Loja recupera su historia Loja septiembre 18 del 2005”. La Universidad Nacional de Loja “La Universidad Nacional de Loja, al ilustre patricio Don. Manuel Carrión Pinzano, presidente del gobierno federal, quien ordeno establecer los estudios Universitarios en Loja. Por decreto No. 14 -  31 de diciembre de 1859”
“Al eminente patricio Don. Manuel Carrión Pinzano, creador de la Corte Superior y sus primeros ilustres magistrados Doc. José Antonio Eguiguren, Agustín Riofrío Valdivieso, Francisco Arias, Agustín Corto. Loja. Enero 8 de 1965”. »
En el acto solemne oficial de inauguración, el discurso fue dado por su bisnieto Jorge Castillo Carrión, <<Loja, 24 de mayo de 1965.>>